# جلیزینیو (بازیکن فوتبال)
گیلسون دو آمارال (به پرتغالی: Gilson do Amaral) معروف به جلیزینیو (Gilsinho) بازیکن فوتبال در پست مهاجم اهل برزیل است که در شهر Américo Brasiliense و در تاریخ ۴ آوریل ۱۹۸۴ به دنیا آمده‌است.

## باشگاهی
جلیزینیو در تیم فوتبال جوبیلو ایواتا و کورینتیانس سابقهٔ حضور دارد.